# Johann IV. Junge
Johann IV. Junge (* in Wismar; † 1389 in Bützow) war 1365–1388/89 Dekan im Schweriner Domkapitel und 1381–1389 (Gegen-)Bischof im Bistum Schwerin.

## Leben
Das Schweriner Domkapitel wählte, ungeachtet der Versetzung des bisherigen Bischofs von Münster Potho von Pothenstein nach Schwerin, seinen Dekan zum neuen Bischof. Es war ein abermaliger Versuch, einen bürgerlichen Bischof an die Spitze des Bistums zu stellen.
Als Electus wurde Johannes erstmals am 20. Dezember 1381 erwähnt.
Johannes Junge stammte aus einer Wismarer Bürgerfamilie.
Er gelangte durch Provision vonseiten Papst Innozenz VI. am 17. Juli 1358 zur Würde eines Kanonikus im Schweriner Domkapitel und zum Amt des Archidiakons von Waren, nachdem der Amtsvorgänger Moritz von Dorpen am päpstlichen Hof verstorben war. Gleichzeitig wurde ihm eine Major-Praebende im Domkapitel reserviert.
Die päpstliche Urkunde beginnt mit den Worten: Laudabilia probitatis et virtutum tuarum …, wobei allerdings offenbleiben muss, ob es sich hierbei um selbstverständliche Formeln aus dem stylus curialis jener Zeit handelt oder ob wirklich hinter dieser Erneuerung lobenswerte Rechtschaffenheit und Verdienste infolge seiner Tatkraft oder Tüchtigkeit standen.
Unter dem 23. Oktober 1361 gelangte Johannes Junge, ebenfalls durch päpstliche Provision, in den Besitz einer durch den Tod des bisherigen Inhabers erledigten Präbende der Schweriner Kirche.
Ein Bruder, Friedrich Junge, wurde Kanonikus in Schwerin und noch in St. Johann zu Osnabrück, starb dann aber durch Mörderhand. Gottfried Warendorf, Propst zu Eutin, befahl als subdelegierter Consevator des Kapitel zu Schwerin und Osnabrück, mit Bann und Interdikt vorzugehen.
Johann Junge war nach Bischof Brunward der zweite Dekan in Schwerin, der mit der Würde eines Domdekans zum Bischofsamt aufsteigen konnte. Jedenfalls war er Domdekan, als er von seinen Mitbrüdern zum Electen bestimmt wurde. Das Schweriner Domkapitel hielt lange an seinem Bischofskandidaten fest, dessen Wahltag auch urkundlich nicht nachzuweisen ist. Ob eine Begegnung mit dem vom Papst mit Schwerin providierten Bischof Potho von Pothenstein je stattgefunden hat, ist nicht belegt. Sicher ist aber, dass der Elect Junge einen großen Teil des Schweriner Bistums lange Zeit gegen den Willen des rechtmäßigen Amtsinhaber regierte oder zu regieren versuchte. Allmählich rückten doch mehr und mehr geistliche Amtsinhaber vom Gegenbischof Johannes ab und nahmen Verbindung mit Bischof Potho auf.
Eine Anerkennung vonseiten der päpstlichen Kurie hatte der Elect Johannes nicht erhalten und konnte sie auch nicht mehr erwarten.
Potho andererseits konnte die faktische Regierung nicht antreten. Zwischen dem vom Papst Urban VI. providierten Bischof Potho und dem Electen Johann Junge soll sich ein von Mecklenburgischen Schriftstellern alter Zeiten berichtete Ergebnis abgespielt haben: Johann Junge habe anlässlich der päpstlichen Urkunde durch Bischof Potho letzteren in Bützow vom Residenzschloss durch eine List ausgesperrt und ihm zugerufen: Je welck hefft Bützow und Warin, de blifft wol Bicop tho Swerin. (Wer da hat Bützow und Warin, der bleibt wohl Bischof zu Schwerin). Bischof Potho zog sich nach Stralsund zurück, um vom Ausland her sein Recht als Diözesanbischof allmählich mit den Mitteln der geistlichen Gerichtsbarkeit, wie dem Kirchenbann, auch im mecklenburgischen Diözesangebiet geltend zu machen.
Der Electus Johann IV. starb 1389 durch die Hand seines eigenen Dieners Dietrich Ziegelke eines gewaltsamen Todes.
Dadurch bekam nun Bischof Potho die völlige Anerkennung in der ganzen Diözese.

## Siegel
Der Electus Johannes Junge hatte 1384 ein spitzovales Siegel. In einer gotischen Nische befand sich die heilige Katharina mit Schwert und Rad, zu den Füßen derselben ein nach rechts gewendeter Betender zwischen zwei stehenden Schildern mit einem rechten leiterartigen Schrägbalken.
Die Umschrift lautet: S JOHANNIS JUNGHE N/D/ECANI ZWERINEN.